# Temporada 1999-00 del València CF
La temporada 1999–2000 El València va jugar en primera divisió, acabant tercer

## Resum de la temporada
El València CF va emergir com un pes pesant del futbol internacional arribant a la final de la Champions League aquell any. El nou entrenador Héctor Cúper va centrar-se a fer del València un equip eminentment defensiu. Tot i la percepció general que aquell València va ser molt més defensiu que el de la temporada anterior, va concedir el mateix nombre de gols que quan l'entrenava Claudio Ranieri. Entre els jugadors destacats, va despuntar Gaizka Mendieta (votat com el millor migcampista de la Champions League), Gerard López, el porter Santiago Cañizares, Javier Farinós i el golejador Claudio López, que va ser venut a la SS Lazio en acabar la temporada. La Lazio havia estat l'oponent del València en quarts de finals de la Champions League, on els merengots d'imposaren en un global 5-3 als campions d'Itàlia. Gerard va ser venut a l'equip on es va formar, el FC Barcelona, per 15 milions de Lliures. El Barça havia estat el rival del València a les semifinals de Champions, on el València va guanyar 4-1 al partit d'anada a Mestalla. Tot i perdre 2-1 al Camp Nou, el València jugà la final a l'Stade de France, on s'enfrontaren al Reial Madrid en la primera final amb dos equips de la lliga espanyola de la història de la competició. Un València afeblit va perdre la final per 3-0.

## Equip

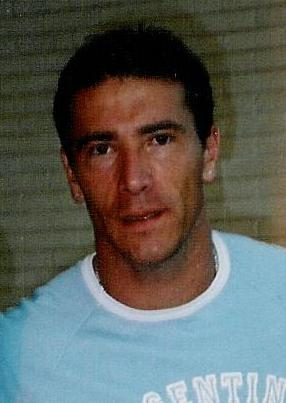
El Kily González fou el fitxatge més destacat de l'equip aquella temporada.

Jugadors a final de temporada
| N. | Pos. | Nac. | Jugador             |
| -- | ---- | --- | ------------------- |
| 1  | POR  | [[Fitxer:Flag of Spain.svg\|23x15px\|border \|alt=Espanya\|link=Selecció de futbol d'Espanya\|{{#if:\|]]                                                                          | Santiago Cañizares  |
| 2  | DEF  | [[Fitxer:Flag of Argentina.svg\|23x15px\|border \|alt=Argentina\|link=Selecció de futbol de l'Argentina\|{{#if:\|]]                                                               | Mauricio Pellegrino |
| 3  | DEF  | [[Fitxer:Flag of Sweden.svg\|23x15px\|border \|alt=Suècia\|link=Selecció de futbol de Suècia\|{{#if:\|]]                                                                          | Joachim Björklund   |
| 5  | DEF  | [[Fitxer:Flag of Serbia and Montenegro; Flag of Yugoslavia (1992–2003).svg\|23x15px\|border \|alt=Sèrbia i Montenegro\|link=Selecció de futbol de Sèrbia i Montenegro\|{{#if:\|]] | Miroslav Đukić      |
| 6  | MIG  | [[Fitxer:Flag of Spain.svg\|23x15px\|border \|alt=Espanya\|link=Selecció de futbol d'Espanya\|{{#if:\|]]                                                                          | Gaizka Mendieta     |
| 7  | DAV  | [[Fitxer:Flag of Argentina.svg\|23x15px\|border \|alt=Argentina\|link=Selecció de futbol de l'Argentina\|{{#if:\|]]                                                               | Claudio López       |
| 8  | MIG  | [[Fitxer:Flag of the Valencian Community (2x3).svg\|23x15px\|border \|alt=València\|link=Selecció de futbol de València\|{{#if:\|]]                                               | Javier Farinós      |
| 9  | MIG  | [[Fitxer:Flag of Catalonia.svg\|23x15px\|border \|alt=Catalunya\|link=Selecció de futbol de Catalunya\|{{#if:\|]]                                                                 | Óscar               |
| 10 | MIG  | [[Fitxer:Flag of Spain.svg\|23x15px\|border \|alt=Espanya\|link=Selecció de futbol d'Espanya\|{{#if:\|]]                                                                          | Angulo              |
| 11 | DAV  | [[Fitxer:Flag of Romania.svg\|23x15px\|border \|alt=Romania\|link=Selecció de futbol de Romania\|{{#if:\|]]                                                                       | Adrian Ilie         |
| 13 | POR  | [[Fitxer:Flag of the Valencian Community (2x3).svg\|23x15px\|border \|alt=València\|link=Selecció de futbol de València\|{{#if:\|]]                                               | Jorge Bartual       |
| 14 | DEF  | [[Fitxer:Flag of Catalonia.svg\|23x15px\|border \|alt=Catalunya\|link=Selecció de futbol de Catalunya\|{{#if:\|]]                                                                 | Gerard              |
| 15 | DEF  | [[Fitxer:Flag of Italy.svg\|23x15px\|border \|alt=Itàlia\|link=Selecció de futbol d'Itàlia\|{{#if:\|]]                                                                            | Amedeo Carboni      |
| 16 | DEF  | [[Fitxer:Flag of France (1794–1815, 1830–1974).svg\|23x15px\|border \|alt=França\|link=Selecció de futbol de França\|{{#if:\|]]                                                   | Alain Roche         |
| 17 | DAV  | [[Fitxer:Flag of the Valencian Community (2x3).svg\|23x15px\|border \|alt=València\|link=Selecció de futbol de València\|{{#if:\|]]                                               | Juan Sánchez        |

| N. | Pos. | Nac. | Jugador         |
| -- | ---- | --- | --------------- |
| 18 | DAV  | [[Fitxer:Flag of Argentina.svg\|23x15px\|border \|alt=Argentina\|link=Selecció de futbol de l'Argentina\|{{#if:\|]]                 | Kily González   |
| 19 | DAV  | [[Fitxer:Flag of Croatia.svg\|23x15px\|border \|alt=Croàcia\|link=Selecció de futbol de Croàcia\|{{#if:\|]]                         | Goran Vlaović   |
| 20 | DEF  | [[Fitxer:Flag of France (1794–1815, 1830–1974).svg\|23x15px\|border \|alt=França\|link=Selecció de futbol de França\|{{#if:\|]]     | Jocelyn Angloma |
| 21 | MIG  | [[Fitxer:Flag of Spain.svg\|23x15px\|border \|alt=Espanya\|link=Selecció de futbol d'Espanya\|{{#if:\|]]                            | Luis Milla      |
| 22 | MIG  | [[Fitxer:Flag of the Valencian Community (2x3).svg\|23x15px\|border \|alt=València\|link=Selecció de futbol de València\|{{#if:\|]] | Gerardo         |
| 23 | MIG  | [[Fitxer:Flag of the Valencian Community (2x3).svg\|23x15px\|border \|alt=València\|link=Selecció de futbol de València\|{{#if:\|]] | David Albelda   |
| 24 | DEF  | [[Fitxer:Flag of Argentina.svg\|23x15px\|border \|alt=Argentina\|link=Selecció de futbol de l'Argentina\|{{#if:\|]]                 | Daniel Fagiani  |
| 25 | POR  | [[Fitxer:Flag of the Valencian Community (2x3).svg\|23x15px\|border \|alt=València\|link=Selecció de futbol de València\|{{#if:\|]] | Andreu Palop    |
| 27 | MIG  | [[Fitxer:Flag of the Valencian Community (2x3).svg\|23x15px\|border \|alt=València\|link=Selecció de futbol de València\|{{#if:\|]] | Curro Montoya   |
| 29 | POR  | [[Fitxer:Flag of Spain.svg\|23x15px\|border \|alt=Espanya\|link=Selecció de futbol d'Espanya\|{{#if:\|]]                            | Jonathan        |
| 30 | DEF  | [[Fitxer:Flag of the Valencian Community (2x3).svg\|23x15px\|border \|alt=València\|link=Selecció de futbol de València\|{{#if:\|]] | Manuel Cabezas  |
| 37 | MIG  | [[Fitxer:Flag of the Valencian Community (2x3).svg\|23x15px\|border \|alt=València\|link=Selecció de futbol de València\|{{#if:\|]] | Alex Pascual    |
| 38 | MIG  | [[Fitxer:Flag of the Valencian Community (2x3).svg\|23x15px\|border \|alt=València\|link=Selecció de futbol de València\|{{#if:\|]] | José Braulio    |
| —  | DEF  | [[Fitxer:Flag of the Valencian Community (2x3).svg\|23x15px\|border \|alt=València\|link=Selecció de futbol de València\|{{#if:\|]] | Javier Navarro  |
| —  | MIG  | [[Fitxer:Flag of Spain.svg\|23x15px\|border \|alt=Espanya\|link=Selecció de futbol d'Espanya\|{{#if:\|]]                            | Jandro          |

### Deixaren l'equip a mitjan temporada
| N. | Pos. | Nac. | Jugador                                         |
| -- | ---- | --- | ----------------------------------------------- |
| 4  | DEF  | [[Fitxer:Flag of the Valencian Community (2x3).svg\|23x15px\|border \|alt=València\|link=Selecció de futbol de València\|{{#if:\|]] | Paco Camarasa (València B)                      |
| 12 | DEF  | [[Fitxer:Flag of the Valencian Community (2x3).svg\|23x15px\|border \|alt=València\|link=Selecció de futbol de València\|{{#if:\|]] | Miguel Ángel Soria López (cedit al CD Numancia) |

| N. | Pos. | Nac. | Jugador                               |
| -- | ---- | --- | ------------------------------------- |
| 22 | MIG  | [[Fitxer:Flag of Romania.svg\|23x15px\|border \|alt=Romania\|link=Selecció de futbol de Romania\|{{#if:\|]] | Dennis Serban (cedit al Vila-real CF) |

## Resultats

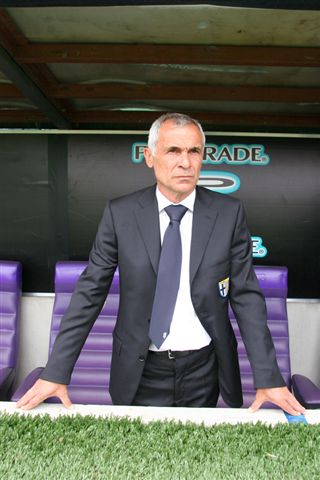
El joc defensiu d'Héctor Cúper portarien a que el València jugara aquell any la seua primera final de Lliga de Campions.

### La Liga
- València CF-Racing Santander 1-2
- 0-1 Miroslav Đukić  22' (p.p.)
- 0-2 Salva  65'
- 1-2 Gaizka Mendieta  75'
- RCD Espanyol-València CF 3-2
- 1-0 Benítez  10'
- 2-0 Enrique de Lucas  13'
- 2-1 Gaizka Mendieta  46' (pen.)
- 3-1 Martín Posse  52'
- 3-2 Juan Sánchez  90'
- València CF-Alavés 0-2
- 0-1 Magno  84'
- 0-2 Martín Astudillo  90'
- Reial Betis-València CF 1-0
- 1-0 Oli  26'
- València CF-Reial Valladolid 0-0
- Reial Madrid-València CF 2-3
- 0-1 Gaizka Mendieta  11' (pen.)
- 0-2 Gerard  23'
- 0-3 Claudio López  39'
- 1-3 Fernando Morientes  46'
- 2-3 Fernando Morientes  65'
- València CF-CD Numancia 4-0
- 1-0 Adrian Ilie  30'
- 2-0 Adrian Ilie  51'
- 3-0 Javier Farinós  68'
- 4-0 Javier Farinós  89'
- Athletic Club-València CF 1-0
- 1-0 Ismael Urzaiz  9'
- València CF-Deportivo 2-0
- 1-0 Kily González  27'
- 2-0 Gerard  86'
- Màlaga CF-València CF 1-1
- 1-0 Edgar  27'
- 1-1 Claudio López  67'
- RCD Mallorca-València CF 1-1
- 1-0 Diego Tristán  50'
- València CF-FC Barcelona 3-1
- 1-0 Claudio López  32'
- 2-0 Adrian Ilie  36'
- 2-1 Boudewijn Zenden  45'
- 3-1 Gerard  90'
- Reial Oviedo-València CF 0-0
- València CF-Sevilla FC 2-0
- 1-0 Juan Sánchez  6'
- 2-0 Claudio López  70'
- Atlètic de Madrid-València CF 1-2
- 0-1 Gaizka Mendieta  16'
- 1-1 Jimmy Floyd Hasselbaink  28'
- 1-2 Juan Sánchez  54'
- València CF-Rayo Vallecano 3-1
- 1-0 Juan Sánchez  12'
- 1-1 Luis Cembranos  70'
- 2-1 Juan Sánchez  75'
- 3-1 Gaizka Mendieta  90'
- Reial Societat-València CF 0-0
- València CF-Celta de Vigo 1-1
- 1-0 Gerard  6'
- 1-1 Velasco  49'
- Reial Saragossa-València CF 4-2
- 0-1 Gaizka Mendieta  24' (pen.)
- 1-1 Juanele  26'
- 2-1 Savo Milošević  32'
- 3-1 Vladislav Radimov  58'
- 3-2 Gaizka Mendieta  66'
- 4-2 Juanele  68'
- Racing Santander-València CF 1-1
- 0-1 Gaizka Mendieta  34' (pen.)
- 1-1 Salva  90' (pen.)
- València CF-RCD Espanyol 1-2
- 0-1 Benítez  15'
- 1-1 Kily González  29'
- 1-2 Arteaga  52'
- Alavés-València CF 0-1
- 0-1 Javier Farinós  70' (pen.)
- València CF-Reial Betis 3-1
- 1-0 Adrian Ilie  2'
- 1-1 Iulian Filipescu  60'
- 2-1 Gaizka Mendieta  82' (pen.)
- 3-1 Javier Farinós  83'
- Reial Valladolid-València CF 0-0
- València CF-Reial Madrid 1-1
- 1-0 Adrian Ilie  35'
- 1-1 Guti  59'
- CD Numancia-València CF 1-2
- 0-1 Gaizka Mendieta  4'
- 0-2 Claudio López  60'
- 1-2 Miguel Ángel Soria  77'
- València CF-Athletic Club 2-0
- 1-0 Óscar  83'
- 2-0 Claudio López  86'
- Deportivo-València CF 2-0
- 1-0 Fran  24'
- 2-0 Flávio Conceição  50'
- València CF-Màlaga CF 2-2
- 1-0 Angulo  51'
- 1-1 Catanha  62'
- 2-1 Angulo  67'
- 2-2 Catanha  90' (pen.)
- València CF-RCD Mallorca 1-0
- 1-0 Jocelyn Angloma  49'
- FC Barcelona-València CF 3-0
- 1-0 Winston Bogarde  63'
- 2-0 Patrick Kluivert  68'
- 3-0 Patrick Kluivert  90'
- València CF-Reial Oviedo 6-2
- 1-0 Claudio López  18'
- 2-0 Frédéric Danjou  30' (p.p.)
- 3-0 Claudio López  50'
- 4-0 Angulo  58'
- 5-0 Javier Farinós  61' (pen.)
- 5-1 Viktor Onopko  65'
- 6-1 Óscar  83'
- 6-2 Roberto Pompei  85'
- Sevilla FC-València CF 1-2
- 0-1 Gaizka Mendieta  70'
- 1-1 Jesuli  78'
- 1-2 Marcelo Zalayeta  90' (p.p.)
- València CF-Atlètic de Madrid 2-0
- 1-0 Claudio López  23'
- 2-0 Angulo  88'
- Rayo Vallecano-València CF 1-3
- 0-1 Javier Farinós  11'
- 0-2 Gaizka Mendieta  36'
- 0-3 Óscar  82'
- 1-3 Bolo  86'
- València CF-Reial Societat 4-0
- 1-0 Angulo  18'
- 2-0 Claudio López  52'
- 3-0 Amedeo Carboni  79'
- 4-0 Gaizka Mendieta  89'
- Celta de Vigo-València CF 0-0
- València CF-Reial Saragossa 2-1
- 0-1 Savo Milošević  5'
- 1-1 Gary Sundgren  59' (p.p.)
- 2-1 Claudio López  70'

### Champions League

#### Tercera fase classificatòria
- València 2-0 Hapoel Haifa
- Hapoel Haifa 0-2 València

#### Primera fase de grups
| 14 Setembre 1999 | València CF                          | 2–0    | Rangers FC |                                                                                 |  |
|                  | Moore 55' (p.p.) · Kily González 76' | Report |            | Estadi de Mestalla, València · 31,524 espectadors · Lubos Michel (Eslovàquia) · |  |

| 22 Setembre 1999 | PSV Eindhoven             | 1–1    | València CF |                                                                            |  |
|                  | van Nistelrooy 72' (pen.) | Report | C. López 4' | Philips Stadion, Eindhoven · 26,500 espectadors · Rune Pedersen (Norway) · |  |

| 29 setembre 1999 | Bayern de Múnic | 1–1    | València CF  |                                                                         |  |
|                  | Élber 6'        | Report | G. López 80' | Olympic Stadium, Múnic · 31,000 espectadors · Graziano Cesari (Italy) · |  |

| 20 Octubre 1999 | València CF | 1–1    | Bayern de Múnic      |                                                                             |  |
|                 | Ilie 11'    | Report | Effenberg 18' (pen.) | Estadi de Mestalla, València · 45,000 espectadors · Anders Frisk (Suècia) · |  |

| 26 Octubre 1999 | Rangers FC | 1–2    | València CF                 |                                                                        |  |
|                 | Moore 60'  | Report | Mendieta 35' · C. López 45' | Ibrox Stadium, Glasgow · 50,063 espectadors · Günter Benkö (Àustria) · |  |

| 2 novembre 1999 | València CF | 1–0    | PSV Eindhoven |                                                                                  |  |
|                 | López 70'   | Report |               | Estadi de Mestalla, València · 26,266 espectadors · Graham Barber (Anglaterra) · |  |

#### Segona fase de grups
| 23 novembre 1999 | València CF                                | 3–0 | FC Girondins de Bordeus |                                                                                |  |
|                  | Farinós 60' · Ilie 68' · Kily González 90' |     |                         | Estadi de Mestalla, València · 35,000 espectadors · Dick Jol (Països Baixos) · |  |

| 8 Desembre 1999 | Manchester United FC                   | 3–0 | València CF |                                                                                  |  |
|                 | Keane 38' · Solskjær 47' · Scholes 70' |     |             | Old Trafford, Manchester · 54,606 espectadors · Kim Milton Nielsen (Dinamarca) · |  |

| 1 Març 2000 | ACF Fiorentina       | 1–0 | València CF |                                                                                   |  |
|             | Mijatović 20' (pen.) |     |             | Stadio Artemio Franchi, Florència · 30,000 espectadors · Markus Merk (Alemanya) · |  |

| 7 Març 2000 | València CF                     | 2–0 | ACF Fiorentina |                                                                               |  |
|             | Ilie 35' · Mendieta 90+' (pen.) |     |                | Estadi de Mestalla, Valencia · 45,000 espectadors · Hellmut Krug (Alemanya) · |  |

| 15 Març 2000 | FC Girondins de Bordeus | 1–4 | València CF                                                        |                                                                         |  |
|              | Wiltord 54'             |     | Đukić 41' · Mendieta 47' (pen.) · Kily González 72' · Sánchez 90+' | Parc Lescure, Bordeus · 22,000 espectadors · Fritz Stuchlik (Àustria) · |  |

| 21 març 2000 | València CF | 0–0 | Manchester United FC |                                                                                 |  |
|              |             |     |                      | Estadi de Mestalla, València · 40,419 espectadors · Ľuboš Micheľ (Eslovàquia) · |  |

#### Quarts de final
| 5 Abril 2000 | València CF                                        | 5–2 | SS Lazio                |                                                                                      |  |
|              | Angulo 2' · G. López 4', 40', 80' · C. López 90+1' |     | Inzaghi 28' · Salas 87' | Estadi de Mestalla, València · 48,000 espectadors · Kim Milton Nielsen (Dinamarca) · |  |

| 18 Abril 2000 | SS Lazio  | 1–0 | València CF |                                                                         |  |
|               | Verón 52' |     |             | Stadio Olimpico, Roma · 57,000 espectadors · Dick Jol (Països Baixos) · |  |

#### Semifinal
| 2 Maig 2000 | València CF                                            | 4–1 | FC Barcelona          |                                                                               |  |
|             | Angulo 10', 43' · Mendieta 47' (pen.) · C. López 90+2' |     | Pellegrino 27' (p.p.) | Estadi de Mestalla, València · 48,000 espectadors · Urs Meier (Switzerland) · |  |

| 10 Maig 2000 | FC Barcelona                | 2–1 | València CF  |                                                                            |  |
|              | F. de Boer 78' · Cocu 90+2' |     | Mendieta 69' | Camp Nou, Barcelona · 65,000 espectadors · Vítor Melo Pereira (Portugal) · |  |

#### Final
| 24 Maig 2000 | Reial Madrid                             | 3–0 | València |                                                                         |  |
| 20:45        | Morientes 39' · McManaman 67' · Raúl 75' |     |          | Stade de France, París · 78,759 espectadors · Stefano Braschi (Italy) · |  |

## Màxims anotadors

### La Liga
- Gaizka Mendieta 13
- Claudio López 11
- Javier Farinós 6
- Juan Sánchez 5
- Angulo 5
- Adrian Ilie 5
- Óscar 4

### Champions League
- Claudio López 5
- Gaizka Mendieta 5